# Илија Буњевац
Илија Буњевац (20. новембар 1931, Међеђак, Плашки), магистар је слатководног рибарства и писац.

## Детињство и школовање
Илија Буњевац рођен је 20. новемра 1931. у селу Међеђак, Општина Плашки, Краљевина Југославија. Први разред основне школе завршио је у Плашком. После очеве смрти 1939. године као сироче био је смештен у Дом Марија Трандафил у Сајлову код Новог Сада, где је завршио други разред. У Другом светском рату са избеглицама из Војводине прелази у Србију, боравећи у неколико домовца за сирочад и прекида похађање школа. Тек 1946. године у Смедеревској Палаци завршава трећи разред основне школе. По повратку у родни крај у Огулину чретврти раред и малу матуру 1947. године. Средњу пољопривредну школу завршава у Госпићу и наставља студије на Пољопривредном факултету у Загребу које са успехом завршава 1959. године. Од 1965. до 1967. године похађа постдипломске студије на Ветеринарском факултету Свеучилишта у Загребу - одељење болести риба и пчела и брани магистарски рад на тему: "Употреба хербицида у рибарству". Установио је врсте хербицида који уништавају корове у каналима и приобалном подручју рибњака. Резултати његових стручних доказа коришћени су у пракси као знатан допринос заштити слатководног рибарства.

## Допринос унапређењу слатководног рибатства и публицистичке активности
По завршетку студија на Пољопривредном факултету запошљава се у Пољоприврдном газдинству "Гарешница", Општина Гарешница као технички руководилац. Године 1961. прелази на рад у Рибњачарство Пољана, Општина Пакрац и 1967. године постаје директор фирме. У том периоду знатно је допринео проширењу производних површина рибњака и повећању производње рибе по јединици производне површине.
Иницијатор је и активни учесник у удруживању предузећа у рибарству крајем 60-их и почетном 70-их година на територији Хрватске,Босне и Херцеговине и Србије. Учесник је у осниванјњу Југословенског комбината слатководног рибарства "Рибокомбината" Београд и постављен је за директора "Рибокомбуната" Београд, где је остао до 1987. До пензионисања 1993. ради као стручни сарадник у Заводу за рибарство Рибарског газдинаства Београд.
Имао је значајна стручна саопштења на сатанцима и саветовањима чланица Рибозаједнице, пословне заједнице слатководног рибарства Југославије са седиштем у Загребу.
У стручном чесопису "Рибарство Југославије"објављивао је више стручних радова из области економски положај слатководног рибарства, ђубрења шаранских рибњака и веће производње риба по јединици производнје површине, као и теме из области тржишта и промета риба. Био је две деценије члан Редакционог одбора тога часописа.
Као коаутор са др. Христић Ђорђем објавио је књигу Гајење слатководних риба. Написао је књигу Узгајање слатководних риба, као и књиге Пастрмско рибарство и Шаранско рибарство. Поменутим књигама учињен је знатан доприност литератури за узгајања слатководних риба на широт територији Југославије.
Био је ицијатор и коаутор идејног пројекта за изградњу пастрмског рибњака на реци Дретуљи у Плашком, који је био прихваћен од належних органа, али се није могао реализовати услед почетка грађанског рата 1991.
По одласку и пензију написао је занимљиву породичну монографију, наводећи, поред одталог, имена око стотину потомака његовог деде, а за уже чланове породице и биографске генералије. Поред драгоцених података о етничкој заједници Буњеваца, навео је и места где се налазе Срби а где Хрвати са презуменом Буњевац на територији Хрватске и Босне, као и неке државе где живе поједине породице са истим презименом.

## Одликовања и јавна признања
Одликован је Орденом рада са сребрним венцом. Више пута био је похваљива и добитник је јавних призња:
- Плакета града Београда,
- Признање Привредне коморе града Београда,
- Златна медеља "Рибозаједнице" Загреб,
- Златна значка "Рибарског газдинства" Београд.